# Championnats du monde de biathlon 1997
Navigation
Ruhpolding 1996 Pokljuka et Hochfilzen 1998
Les Championnats du monde de biathlon se sont tenus du 1er au 9 février 1997 à Osrblie (Slovaquie), qui organise la compétition pour la première fois. Cette année voit l'introduction de la poursuite qui deviendra discipline olympique en 2002.

## Les résultats

### Hommes
| Épreuve           | Or                 | Argent            | Bronze               |
| Sprint 10 km      | Wilfried Pallhuber | Rene Cattarinussi | Oleg Ryjenkov        |
| Poursuite 12,5 km | Viktor Maigourov   | Sergei Tarasov    | Ole Einar Bjørndalen |
| 20 km individuel  | Ricco Gross        | Oleg Ryjenkov     | Ludwig Gredler       |
| Relais 4 × 7,5 km | Allemagne          | Norvège           | Italie               |
| 10 km par équipes | Biélorussie        | Allemagne         | Pologne              |

### Femmes
| Épreuve            | Or                 | Argent          | Bronze             |
| Sprint 7,5 km      | Olga Romasko       | Olena Zubrilova | Magdalena Forsberg |
| Poursuite 10 km    | Magdalena Forsberg | Olena Zubrilova | Olga Romasko       |
| 15 km individuel   | Magdalena Forsberg | Olena Zubrilova | Ekaterina Dafovska |
| Relais 4 × 6 km    | Allemagne          | Norvège         | Russie             |
| 7,5 km par équipes | Norvège            | Russie          | Ukraine            |

## Le tableau des médailles
| Médailles | Pays        | Or | Argent | Bronze | Ensemble |
| --------- | ----------- | -- | ------ | ------ | -------- |
| 1         | Allemagne   | 3  | 1      | 0      | 4        |
| 2         | Russie      | 2  | 2      | 2      | 6        |
| 3         | Suède       | 2  | 0      | 1      | 3        |
| 4         | Norvège     | 1  | 2      | 1      | 4        |
| 5         | Biélorussie | 1  | 1      | 1      | 3        |
| 5         | Italie      | 1  | 1      | 1      | 3        |
| 7         | Ukraine     | 0  | 3      | 1      | 4        |
| 8         | Autriche    | 0  | 0      | 1      | 1        |
| 8         | Bulgarie    | 0  | 0      | 1      | 1        |
| 8         | Pologne     | 0  | 0      | 1      | 1        |